# A.C. Milan (kvinder)
A.C. Milan Kvinder er en fodboldklub fra Milano, Italien, den kvindelige afdeling af A.C. Milan. Klubben blev etableret i 2018 og spiller i Serie A.

## Historie
Selvom Milano har haft mere end ét kvindefodboldhold, som l'Associazione Calcio Femminile Milan og l'Associazione Calcio Femminile Milan 82, samt det nyere hold Football Milan Ladies, har ingen af disse klubber haft nogen forbindelse herreklubben, som først etablerede sin kvindeafdeling den 11. juni 2018. Klubben overtog ACF Brescia Femminile licens i ligaen og en del af A.C. Milan. Klubben havde dog allerede en ungdomsafdeling under ACM siden 2015.
I Serie A-sæsonen 2020-21 vandt klubben for første gang sølv, hvilket kvalificerede dem til UEFA Women's Champions League 2021-22. Sæsonen efter vandt de bronze og kvalificerede sig ligeledes.
Den danske landsholdsspiller Sara Thrige har siden juli 2021 spillet for klubben.

## Historiske slutplaceringer
| Sæson   | Niveau | Liga    | Placering | Kilde | Notering |
| ------- | ------ | ------- | --------- | ----- | -------- |
| 2018-19 | 1.     | Serie A | 3.        | [ 5 ] |          |
| 2019-20 | 1.     | Serie A | 3.        | [ 6 ] |          |
| 2020-21 | 1.     | Serie A | 2.        | [ 7 ] | UWCL     |
| 2021-22 | 1.     | Serie A | 3.        |       | UWCL     |
| 2022-23 | 1.     | Serie A | 3.        |       | UWCL     |
| 2023-24 | 1.     | Serie A | 6.        |       |          |

## Truppen
Oversigten er opdateret til og med 27. maj 2022
| Nr. | Land      | Position | Spiller                         |
| --- | --------- | -------- | ------------------------------- |
| 1   | Italien   | MM       | Laura Giuliani                  |
| 3   | Danmark   | FO       | Sara Thrige                     |
| 4   | Island    | FO       | Guðný Árnadóttir                |
| 5   | Spanien   | FO       | Laia Codina                     |
| 6   | Italien   | FO       | Laura Fusetti                   |
| 7   | Italien   | AN       | Valentina Bergamaschi (anfører) |
| 8   | Italien   | MI       | Greta Adami                     |
| 10  | Schweiz   | AN       | Nina Stapelfeldt                |
| 11  | Skotland  | MI       | Christy Grimshaw                |
| 13  | Tyskland  | FO       | Merle Kirschstein               |
| 14  | Italien   | AN       | Martina Piemonte                |
| 15  | Sydafrika | MI       | Refiloe Jane                    |

| Nr. | Land     | Position | Spiller              |
| --- | -------- | -------- | -------------------- |
| 16  | USA      | MI       | Celeste Boureille    |
| 17  | Israel   | MI       | Noa Selimhodzic      |
| 19  | Frankrig | AN       | Lindsey Thomas       |
| 21  | Litauen  | AN       | Rimantė Jonušaitė    |
| 22  | Italien  | MM       | Noemi Fedele         |
| 23  | Italien  | AN       | Miriam Longo         |
| 27  | Italien  | FO       | Linda Tucceri Cimini |
| 32  | Holland  | MM       | Selena Delia Babb    |
| 36  | Frankrig | FO       | Laura Agard          |
| 37  | Italien  | FO       | Alia Guagni          |
| 44  | Italien  | AN       | Giorgia Miotto       |
| 64  | Italien  | AN       | Selena Cortesi       |

## Eksterne links
- Official website Arkiveret 18. november 2019 hos  Wayback Machine (italiensk) (engelsk) (portugisisk)